# Arne Bakker
Arne Bakker (* 18. Februar 1930 in Bærum; † 9. Oktober 2009 ebenda) war ein norwegischer Fußball-, Bandy- und Eishockeyspieler. In den ersten beiden Sportarten war er Nationalspieler.

## Sportlicher Werdegang
Bakker war für Stabæk IF und den Asker SK aktiv.
Als Fußballspieler bedeckte Bakker verschiedene Positionen insbesondere in der Defensive, häufig agierte er als Mittelläufer. Zwischen 1953 und 1962 bestritt er 54 Länderspiele für die norwegische Nationalmannschaft, in denen er ohne Torerfolg blieb. Seine Spielweise wird als ballsicher, technisch gut, gut beim Tackling und passsicher beschrieben.
Als Bandyspieler gewann er 1952, 1953 und 1955 den schwedischen Meistertitel. Zudem bestritt er 20 Länderspiele für die norwegische Nationalmannschaft, mit der er bei den Olympischen Winterspielen 1952 im als Demonstrationswettbewerb ausgetragenen Bandyturnier eine Silbermedaille holte.
Im Eishockey spielte Bakker ebenfalls für Stabæk IF und den Jar IL.
1961 erhielt Bakker den Egebergs Ærespris.